# Naviglio di Paderno
Il Naviglio di Paderno (in lombardo Navili de Padernu) è un canale artificiale - in origine navigabile tramite un pregevole complesso sistema di chiuse e conche idrauliche - che corre parallelo al fiume Adda da Paderno d'Adda a Cornate d'Adda, a nord-est di Milano, in Lombardia.
Attualmente parte del Naviglio è usato per l'alimentare la centrale idroelettrica "Bertini". 

## Idrografia
Il canale è lungo 2,6 km - lungo i quali un sistema di conche e chiuse permetteva alle chiatte il superamento di 27 metri di dislivello, in ambo le direzioni - e ampio oltre 11 metri. La profondità minima, quando in esercizio, era di 1,20 m.

## Storia
L'idea prima del progetto di un canale che potesse permettere la navigazione tra Milano e il Lago di Como, nacque dopo la battaglia di Marignano (nome dato dai francesi alla città di Melegnano) del 1515 sotto l'egida di Francesco I di Francia che, nel 1516 incaricò Leonardo da Vinci di fare i primi studi. In seguito il progetto venne ripreso dagli architetti Benedetto Missaglia e Bartolomeo della Valle, che scelsero lo scavo di un canale su una parte dell'Adda che non era navigabile. Infatti le merci (legno, carbone, vino) che scendevano dal lago di Como lungo l'Adda, dovevano essere scaricate a terra per alcuni chilometri quindi ricaricate sull'Adda, e da lì sul naviglio della Martesana fino a Milano.
I milanesi, che già da tempo richiedevano un nuovo Naviglio, dopo quelli del Ticino e della Martesana, furono liberi di scegliere il percorso più adatto per il vantaggioso e desiderato collegamento tra Milano e uno dei laghi a settentrione. Tale congiungimento rendeva necessario l'opera di canalizzazione lungo il percorso tra Milano e il lago di Como, specie nei pressi di Paderno, dove le rapide dell'Adda ne impedivano la navigabilità. Il sacerdote Giovanni Dozio (1798- 1863) che nel 1858 pubblicò un importante studio sulla storia del Naviglio di Paderno-Porto, documenta il problema del collegamento idroviario sull'Adda con queste parole: "le merci provenienti su barche dalla terra del lago di Como, giunte a Brivio, di qui erano poi condotte per via di terra fino a Porto, per tratto di circa 8 miglia, ed a Porto erano caricate su altre navi per Milano sull'Adda e Naviglio della Martesana con grandi spese e lentezza." Nel 1518, ci furono cinque ipotesi di collegamenti idroviari; la città di Milano, indisse a questo scopo un concorso con un premio di 200 ducati tuttavia rimase senza concorrenti per la grande difficoltà dell'opera.
Si arrivò così, nel 1518, alla scelta del progetto relativamente meno difficoltoso, promosso dal Missaglia che prevedeva un canale parallelo all'Adda, laddove il fiume non era navigabile. Il progetto presentava, però, la difficoltà apparentemente insormontabile dei 27 metri di dislivello del dirupo di Paderno. Dopo successivi sopralluoghi del 1519 il Missaglia pensò di poter superare la difficoltà del grave dislivello con la costruzione di 10 conche di piccolo "salto". I lavori furono interrotti nel 1521 a causa della guerra tra Francesco I e Carlo V, della peste del 1524 e riprese nel 1580.
Nel 1562 il monaco olivetano Giovan Francesco Rizzi presentò un progetto di canale, basato su due grandi chiuse, che fu poi lasciato cadere. Nel 1570 fu invece rifiutato il progetto del patrizio Milanese Cesare Corio, il quale non era riuscito a risolvere il problema della navigabilità per l'intero percorso dell'Adda. Infine nel 1574, l'insigne ingegnere milanese Giuseppe Meda propose il suo progetto al consiglio della città e nel 1580 ne rivendicò la paternità.
Questo ardito programma sarebbe stato realizzato in due anni con una spesa totale di 52.000 scudi d'oro. Ancora una volta, tuttavia, le discussioni andarono avanti per degli anni. Milano concesse la sua approvazione, seguita da lì a poco da quella dei Prefetti della navigazione milanesi. Nel 1591 cominciarono i lavori, gestiti in appalto generale dal bergamasco Francesco Valezzo, e suddivisi in subappalti parziali di 300-400 uomini al giorno. Ben presto per la mancanza del denaro, il lavoro rallentò, arrestandosi poi quasi completamente nel gelido inverno del '93. Le critiche sempre più gravi, causarono infine anche l'imprigionamento per cattive direzioni e per difetti di esecuzione "dell'opera convenuta" del Meda, che morì, solo e amareggiato, nel 1599. Il grande ingegnere alla sua morte lascia incompleta per gran parte l'opera, avendo potuto costruire solo la grande conca, un capolavoro di architettura idraulica, che venne poi comunque distrutta. Volendo portare a termine il lavoro, nell'autunno dello stesso 1559, Guido Mazenta, propose alla città di restringere il letto del fiume Adda allargandone gli argini.
Volendo portare a termine il lavoro furono proposti nuovi progetti. Nel '700 sostanzialmente, i nuovi progetti presentati ricalcarono quelli cinquecenteschi. Fu scelto il progetto del comasco Pietro Nosetti che richiamava il progetto del Missaglia.
I lavori cominciarono nel 1520 ma vennero interrotti, l'anno successivo, dalla guerra tra Francesco I e Carlo V. Altri progetti apparvero nel 1562, nel 1570 e nel 1574.
Nel 1574 il progetto di Giuseppe Meda attirò l'attenzione delle autorità spagnole che governavano all'epoca, ma la lentezza della loro amministrazione fece sì che, come per il Naviglio di Bereguardo, i lavori di quello di Paderno ripresero soltanto nel 1591. Ma gelosie, la cattiva volontà, contrattempi, sottrazioni di denaro e la morte del Meda nel 1593 fecero fermare i lavori.
I lavori ripresero solo nel 1773, sotto l'egida di Maria Teresa d'Asburgo e dopo innumerevoli progetti con nuove disposizioni per mediare tra gli interessi contrastanti della popolazione di Milano e quella di Como.
L'incile del Naviglio è sito poco a valle del ponte San Michele di Paderno d'Adda, e fino al suo sbocco sono presenti sei conche di navigazione.
L'11 ottobre 1777 il nuovo naviglio che collegava Milano a Porto d'Adda, finalmente ultimato, fu inaugurato con la navigazione dell'Arciduca Ferdinando d'Asburgo, governatore di Milano, che da Brivio scese fino a Vaprio d'Adda. La storia della costruzione di questo naviglio aveva avuto inizio nel 1516 quando Francesco I stanziò circa 5.000 ducati annui, ricavabili dai 10.000 del dazio sulla macina del Ducato, per la creazione di un terzo naviglio.
L'11 ottobre 1777 fu anche il giorno della solenne prima navigazione, a cui presero parte le autorità, per la cui celebrazione fu coniata una medaglia con la iscrizione "MEDIOLANUM LARIO IUNCTUM EURIPO NAVIBUS APERTO MDCCLXXVII". Infatti con l'uso del naviglio di Paderno si aprì un percorso navigabile vantaggiosissimo per il commercio di ferro, carbone, sale, legnami, graniti, tra cui i famosi "graniti bianchi" di Fedelino di Chiavenna. Il tratto di Naviglio di Paderno veniva percorso in circa cinque ore da natanti. Il Naviglio di Paderno era in grado di sostenere un traffico notevole: le barche da 25 a 36 tonnellate, unite tra loro in convogli da 10 a 13, raggiungevano in ascesa Lecco in 9 giorni, e in discesa Trezzo in 13 ore.
Dal 1780 fu istituito un servizio pubblico simile a quello già operante sul Ticino.
Una volta completato, il Naviglio di Paderno prosperò, perdendo però poi la sua importanza commerciale a partire da quando, nel 1873, venne attivata la linea ferroviaria Lecco-Monza-Milano (e poi, sull'altro ramo del Lario, la Como-Monza-Milano nel 1875 e la Como-Saronno-Milano nel 1898).
Tra il 1896 e il 1898, il primo tratto del Naviglio (dalla diga sull'Adda fino alla prima conca) è stato modificato ed è stato adibito a canale di derivazione per alimentare la centrale idroelettrica "Bertini"  a Cornate d'Adda.

## Il traffico
Il traffico interessava soprattutto la città di Lecco e Milano, e nel 1780 fu operativo un servizio pubblico che utilizzava le barche tradizionali; "barconi" di 24 m e 36 tonnellate di carico utile, "barche mezzane" di 22 m e "borcelli" di 18 metri. Le barche erano controllate a Lecco dal dispositivo di controllo di finanze.
Dopo l'avvento della ferrovia Lecco-Milano restò in funzione, in ultimo quasi solo per escursioni turistiche, fino al 1930.

## Ripristino
Il ripristino della navigabilità del Naviglio di Paderno viene valutato come fattibile e auspicabile, principalmente nell'ottica di valorizzazione del patrimonio storico-architettonico in ambito turistico/ambientale.